# 吉田理沙子
吉田 理沙子（よしだ りさこ、1989年12月5日 - ）は千葉県出身の女性ファッションモデル、アイドル。レプロエンタテインメント(J-class)所属。

## 略歴
2003年、ファッション雑誌「CANDy」（白泉社）の第10回CANモ・グランプリを受賞し、同年から2005年頃まで専属モデルとして活動した。
2006年6月、映画「嫌われ松子の一生」で女優デビューを果たす。同年8月に「ひめゆり隊と同じ戦火を生きた少女の記録 最後のナイチンゲール」（日本テレビ）でドラマ初出演。

## 出演

### TV
- ジュニアでGO!（CSエンタ!371、2003年）
- 超ビミョ～!コレって昭和か?平成か!?（TBSテレビ、2004年）
- ジェイチェキ（CSエンタ!371、2005年）

ドラマ
- ～ひめゆり隊と同じ戦火を生きた少女の記録～最後のナイチンゲール（日本テレビ、2006年）
- トップセールス（NHK、2008年）

### CM
- ファンタ～DJ先生～篇（日本コカ・コーラ、2004年）
- 映画「逆境ナイン」プロモーション（2005年）
- C1000ビタミンレモン～元気のヒミツ～篇（ハウスウェルネスフーズ、2006年）
- ユニクロ（2007年）

### 雑誌
- CANDy（白泉社、2003年 - 2005年）専属モデル
- LaLa（白泉社、2003年）
- 最新キティ・カタログ（サンリオ、2003年）
- HYPERプレイステーション2（ソニーマガジンズ、2004年）
- B.L.T.（東京ニュース通信社、2004年）
- 週刊TVガイド（東京ニュース通信社、2004年）
- CM NOW（玄光社、2004年）
- Audition（白夜書房、2004年）
- 別冊フレンド（講談社、2005年）
- 月刊アフタヌーン（講談社、2005年）
- 月刊カメラマン（モーターマガジン社、2006年）
- マーガレット（集英社、2006年）
- 振袖デビューブック（主婦と生活社、2008年）
- 振袖記念日2010（主婦と生活社、2008年）

### スチール
- ららぽーと豊洲（2006年）

### 映画
- 嫌われ松子の一生（東宝、2006年）コーラス部員役

### 舞台
- 櫻の園（2009年）戸田麗子役

### PV
- yozuca*「ダ・カーポ 〜第2ボタンの誓い〜」（キングレコード、2004年）